# سینمای آسیای جنوب شرقی

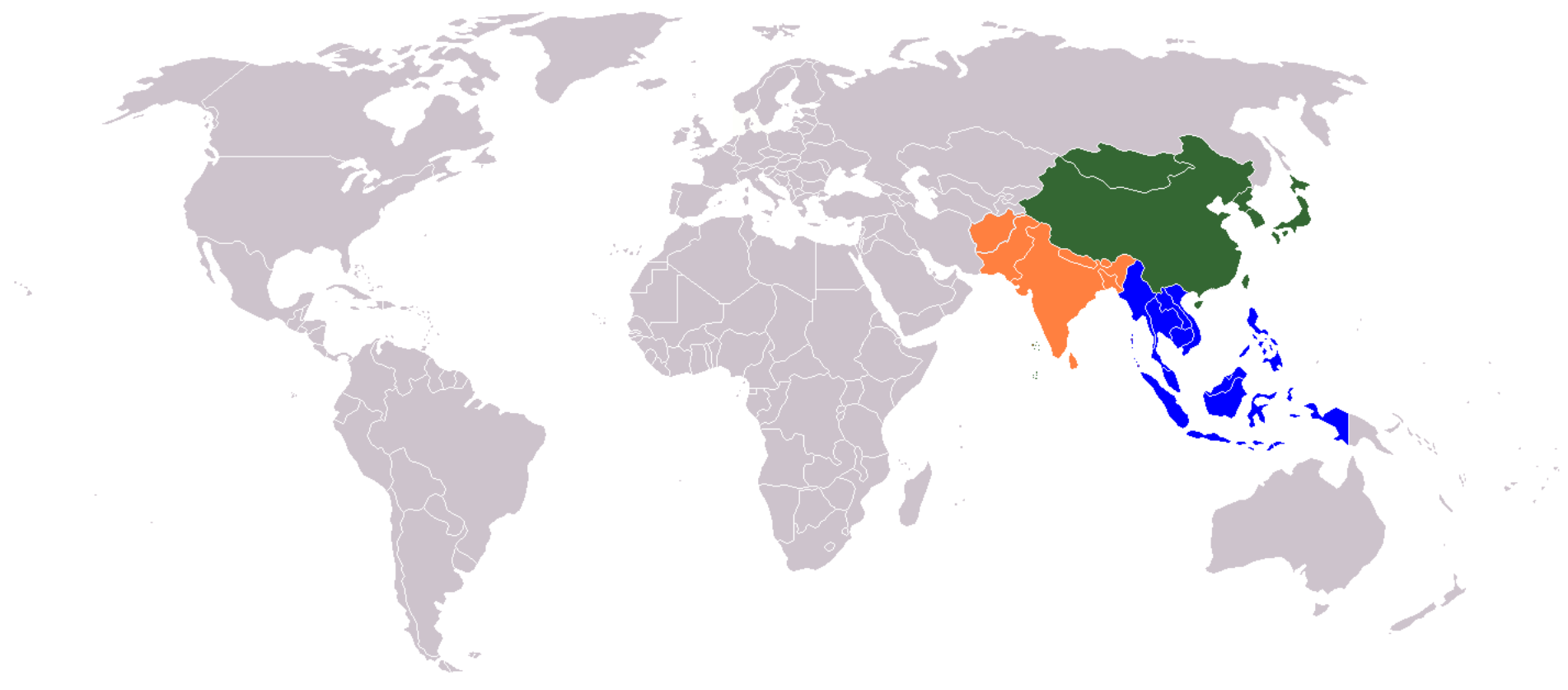
جنوب شرق آسیا روی این نقشه با رنگ آبی نمایش داده شده‌است.

سینمای جنوب شرق آسیا (انگلیسی: Southeast Asian cinema) صنایع فیلم‌سازی و فیلم‌های تولید شده در جنوب شرق آسیا یا به‌وسیله اتباع این منطقه را گویند. سینمای این منطقه شامل کشورهای برونئی، برمه، کامبوج، تیمور شرقی، اندونزی، لائوس، مالزی، فیلیپین، تایلند، سنگاپور و ویتنام می‌شود.
سینمای جنوب شرق آسیا بخشی از سینمای آسیا محسوب می‌شود که خود، زیرمجموعه سینمای جهان است؛ اصطلاحی که در دنیای انگلیسی‌زبان، به هر فیلمی که زبانی غیر از انگلیسی دارد، اطلاق می‌شود.